# Go-Nidžó
Go-Nidžó (japonsky 後二条天皇, Go-Nidžó-tennó, 9. března 1285 – 10. září 1308) byl devadesátý čtvrtý císař Japonska v souladu s tradičním pořadím posloupnosti. Vládl od 2. března 1301 do své smrti 10. září 1308.
Princ, jehož osobní jméno (imina) před nástupem na Chryzantémový trůn znělo Kuniharu (邦治親王), byl nejstarším synem císaře Go-Udy z císařské linie Daikakudži. Tento panovník ze 14. století byl pojmenován po císaři Nidžóovi, který vládl ve 12. století. Výraz go- (後) se doslovně překládá jako „pozdější“. Go-Nidžó tedy může být označován jako „pozdější císař Nidžó“. Jelikož se japonské go v některých starších pramenech rovněž překládalo ve významu „ten druhý“, mohl by tento císař být také označován jako Nidžó druhý či Nidžó II.

## Události za Go-Nidžóova života

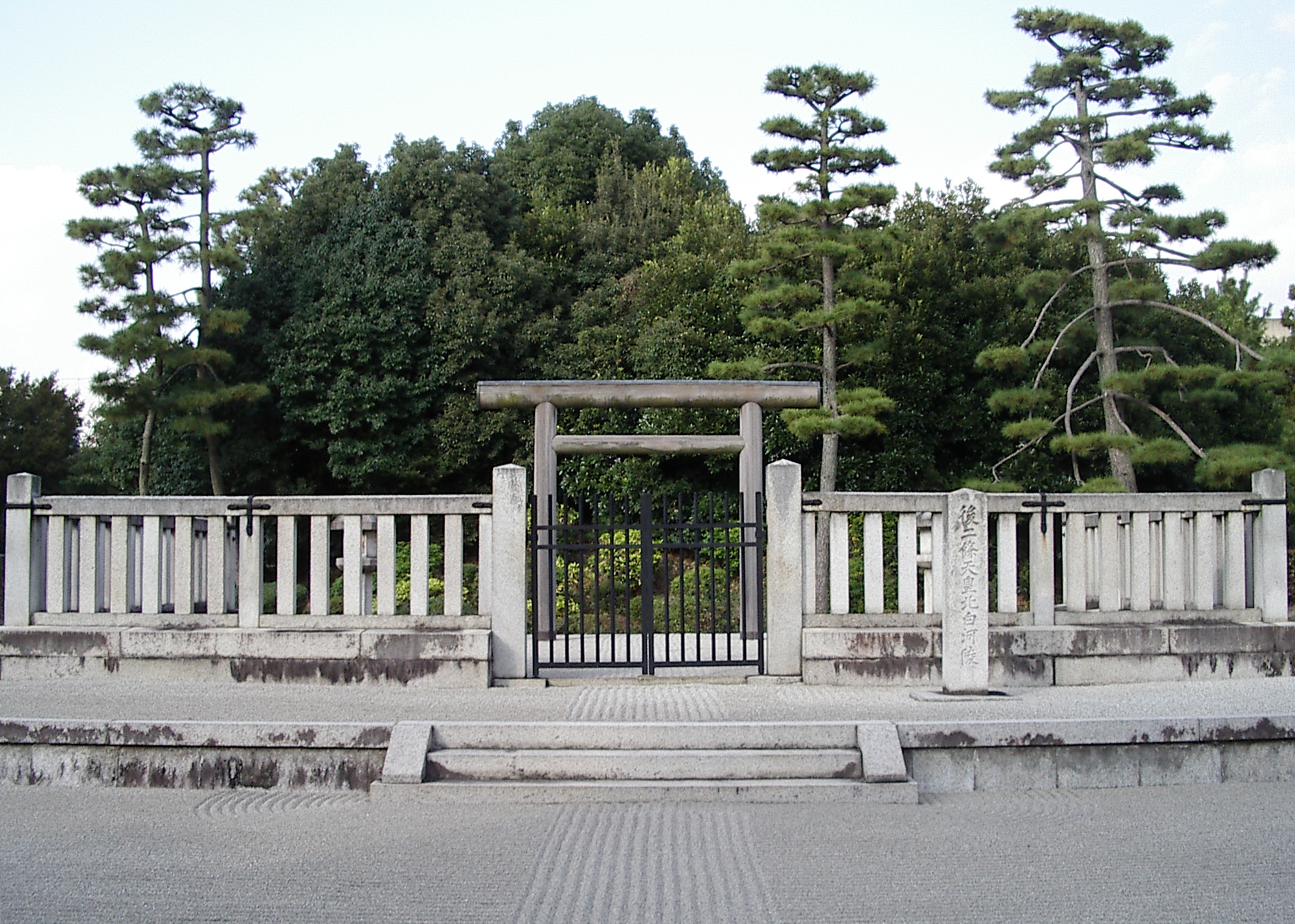
Mauzoleum císaře Go-Nidžóa

V roce 1286 byl princ Kuniharu prohlášen za císařského prince a roku 1296 se stal korunním princem a dědicem císařské linie Džimjóin-tó po svém bratranci z druhého kolena císaři Go-Fušimim.
V pátém roce své vlády byl císař Go-Fušimi přinucen 2. března 1301 k abdikaci. Nástupnictví (sensó) připadlo jeho bratranci princi Kuniharuovi. Krátce nato prý budoucí císař Go-Nidžó usedl na trůn. 
Císař Go-Uda vládl během panování svého syna jako klášterní císař. Spor o nástupnictví mezi císařskými liniemi Daikakudži a Džimjóin-tó pokračoval i za Go-Nidžóovy vlády.
Císař Go-Nidžó zemřel 10. září 1308, kdy podlehl nemoci. Je pohřben v mauzoleu Kitaširakawa no misasagi v kjótské čtvrti Sakjó-ku. 

## Rodina
Císařský princ Kuniharu neboli císař Go-Nidžó měl 8 manželek, s nimiž zplodil 10 dětí, 5 synů a 5 dcer.